# Ponomarëvka
Ponomarëvka (in russo Пономарёвка?) è un villaggio della Russia europea sudorientale, situato nell'oblast' di Orenburg; è il centro amministrativo del rajon Ponomarëvskij.
Si trova 220 km a nord-ovest di Orenburg.